# Bernard Ormanowski
Bernard Ormanowski   (Lipinki, 10 de novembre de 1907 - Bydgoszcz, 7 de desembre de 1984) fou un remer polonès que va competir durant la dècada de 1920.
El 1928 va prendre part en els Jocs Olímpics d'Amsterdam, on guanyà la medalla de bronze en la prova del quatre amb timoner del programa de rem. Formà equip amb Franciszek Bronikowski, Edmund Jankowski, Leon Birkholc i el timoner Bolesław Drewek.